# 馬田高道
馬田高道是加拿大安大略省多倫多怡陶碧谷及約克區的一條南北向主幹道，南起布魯亞西街，向北延伸至夾般咸圖道處時成為主要道路，北迄城市北部的27號省道。401號省道與力士杜道（Rexdale Boulevard）之間的一小段馬田高道路段是輕工業區。這條路曾被稱為第二特許道路（Second Concession），於1950年左右更為現名。據稱該道路是以當地一位水果商人命名。
馬田高道上有着多倫多西郊收入水平對比鮮明的社區。401號省道以南的路段經過富裕社區，但力士杜在多倫多屬工薪階層社區。

## 約克區
約克區內的馬田高道是工業區和住宅區的混合體。從士刁士路到約克7號區道，道路繞過工業園區。7號區道以北，這條道路蜿蜒穿過旺市的新地產發展項目。該道路的盡頭是約克27號區道。

### 運輸
Viva橙線巴士有馬田高站，位於約克區馬田高道夾7號區道處。